# Вестерштеттен
Вестерштеттен (нем. Westerstetten) — община в Германии, в земле Баден-Вюртемберг. 
Подчиняется административному округу Тюбинген. Входит в состав района Альб-Дунай.  Население составляет 2203 человека (на 31 декабря 2010 года). Занимает площадь 13,09 км².